# Граф Аксбридж
Граф Аксбридж (англ. Earl of Uxbridge) — британский дворянский титул, дважды создававшийся в системе пэрства Великобритании: в 1714 и 1784 годах. В настоящее время является одним из младших титулов маркизов Англси и используется наследником маркиза в качестве титула учтивости.

## История
История титула тесно связана с британской аристократической семьёй Пэджетов. Один из её представителей, сэр Уильям Пэджет (1506—1563) был видным политиком во время правления Генриха VIII, Эдуарда VI и Марии I и получил в 1549 году титул барона Пэджета. Один из его потомков, Генри Пэджет, 7-й барон Пэджет (первой креации) 19 октября 1714 года получил титул «граф Аксбридж». Поскольку сын 1-го графа умер при жизни отца, титулы унаследовал внук, Генри Пэджет, 2-й граф Аксбридж. Он умер в 1769 году, не оставив наследников. Титулы графа Аксбриджа и барона Бёртона угасли, а титул барона Пэджета унаследовал Генри Бейли, мать которого была правнучкой Уильяма Пэджета, 5-го барона Пэджета (1609—1678).
По Королевской лицензии 29 января 1770 года Генри Бейли взял фамилию Пэджет вместо Бейли. 9 декабря 1782 года он унаследовал от отца титул баронета Бейли, а 19 мая 1784 года для него был воссоздан титул графа Аксбриджа. Его сын, Генри Уильям Пэджет (1768—1769), известный военный деятель и политик, в 1815 году получил титул маркиза Англси. С этого момента титул графа Аксбриджа стал одним из младших титулов в титулатуре маркизов Англси. Кроме того, он используется в качестве титула учтивости наследником маркиза.
В настоящее время титул графа Аксбриджа носит Чарльз Александр Воган Пэджет, 8-й маркиз Англси, 9-й граф Аксбридж (родился в 1950 году), а его наследник, Бенедикт Дашиэль Томас Пэджет, с 2013 года именуется «граф Аксбридж» в качестве титула учтивости.

## Графы Аксбридж
1-я креация (1714 год)
- 1714—1743: Генри Пэджет[англ.] (около 1663 — 30 августа 1743), 1-й барон Бёртон с 1712 года, 7-й барон Пэджет с 1713 года, 1-й граф Аксбридж с 1714 года[1][7][2].
- 1743—1769: Генри Пэджет[англ.] (22 января 1719 — 16 ноября 1769), 3-й граф Аксбридж, 2-й барон Бёртон и 8-й барон Пэджет с 1743 года, внук предыдущего[1][2][8].

2-я креация (1784 год)
- 1784—1812: Генри Бейли-Пэджет (18 июнь 1744 — 13 марта 1812), 9-й барон Пэджет с 1769 года, 3-й баронет Бейли с 1782 года, 1-й граф Аксбридж с 1784 года[2][3].
- 1812—1854: Генри Уильям Пэджет (17 мая 1768 — 29 апреля 1854), член палаты общин в 1790—1710 годах, 2-й граф Аксбридж, 10-й барон Пэджет и 4-й баронет Бейли с 1812 года, 1-й маркиз Англси с 1815 года, сын предыдущего[4][9].
- 1854—1869: Генри Пэджет (6 июля 1797 — 7 февраля 1869), 2-й маркиз Англси, 3-й граф Аксбридж, 11-й барон Пэджет и 5-й баронет Бейли с 1854 года, сын предыдущего[4][10].
- 1869—1880: Генри Уильям Джордж Пэджет (9 декабря 1821 — 30 января 1880), 3-й маркиз Англси, 4-й граф Аксбридж, 12-й барон Пэджет и 6-й баронет Бейли с 1869 года, сын предыдущего[4][11].
- 1880—1898: Генри Пэджет (25 декабря 1835 — 13 октября 1898), 4-й маркиз Англси, 5-й граф Аксбридж, 13-й барон Пэджет и 7-й баронет Бейли с 1880 года, брат предыдущего[4][12].
- 1898—1905: Генри Сирил Пэджет (16 июня 1875 — 14 марта 1905), 5-й маркиз Англси, 6-й граф Аксбридж, 14-й барон Пэджет и 8-й баронет Бейли с 1898 года, сын предыдущего[4][13].
- 1905—1947: Чарльз Генри Александр Пэджет (14 апреля 1885 — 21 февраля 1947), 6-й маркиз Англси, 7-й граф Аксбридж, 15-й барон Пэджет и 9-й баронет Бейли с 1905 года, сын Александра Виктора Пэджета, внук 2-го маркиза Англси[14].
- 1947—2013: Джордж Чарльз Генри Виктор Пэджет (8 октября 1922 — 13 июля 2013), 7-й маркиз Англси, 8-й граф Аксбридж, 16-й барон Пэджет и 10-й баронет Бейли с 1905 года, сын Александра Виктора Пэджета, внук 2-го маркиза Англси[15].
- с 2013: Чарльз Александр Воган Пэджет (родился 13 ноября 1950), 8-й маркиз Англси, 9-й граф Аксбридж, 17-й барон Пэджет и 11-й баронет Бейли с 2013 года, сын предыдущего[5].
  - наследник: Бенедикт Дашиэль Томас Пэджет (родился 11 апреля 1986); до 2013 года использовал титул учтивости «лорд Пэджет», с 2013 года использует титул учтивости «граф Аксбридж»[6].